# Viscount Slim

Wappen der Viscounts Slim

Viscount Slim, of Yarralumla in the Capital Territory of Australia and of Bishopston in the City and County of Bristol, ist ein erblicher britischer Adelstitel in der Peerage of the United Kingdom.

## Verleihung
Der Titel wurde am 15. Juli 1960 an den Feldmarschall Sir William Slim verliehen, anlässlich seines Ausscheidens aus dem Amt des britischen Generalgouverneurs von Australien.

## Liste der Viscounts Slim (1960)
- William Slim, 1. Viscount Slim (1891–1970)
- John Slim, 2. Viscount Slim (1927–2019)
- Mark Slim, 3. Viscount Slim (* 1960)

Titelerbe (Heir Apparent) ist der älteste Sohn des jetzigen Viscounts, Hon. Rufus Slim (* 1995).